# Radsee
Radsee är en sjö i Österrike.   Den ligger i distriktet Landeck och förbundslandet Tyrolen, i den västra delen av landet, 500 km väster om huvudstaden Wien. Radsee ligger 2 462 meter över havet. Den högsta punkten i närheten är Hohes Rad, 2 934 meter över havet, väster om Radsee.
Trakten runt Radsee består i huvudsak av gräsmarker. Runt Radsee är det ganska glesbefolkat, med 24 invånare per kvadratkilometer.